# Sébédougou
Sébédougou est une commune située dans le département de Koumbia de la province de Tuy dans la région des Hauts-Bassins au Burkina Faso.

## Géographie
La commune se trouve à 11 km au nord-est de Koumbia et à 7 km de la route nationale 1.

## Économie
Un important barrage de retenue à Sébédougou permet une activité agricole importante en aval, notamment de riz pluvial.

## Éducation et santé
Sébédougou accueille un centre de santé et de promotion sociale (CSPS).